# マンシングウェアオープン KSBカップ
マンシングウェアオープン KSBカップは、2008年まで行われていた日本ゴルフツアー機構（JGTO）公認の男子プロゴルフトーナメントの一つである。

## 大会概要
この大会の母体となったのはKSB瀬戸内海放送主催で1981年から開かれていた『KSBオープンゴルフトーナメント』。開始当初はツアー賞金ランキング対象外の後援競技、賞金はランキングに加算される特別承認競技であったが、1989年にツアー公認（賞金ランキング加算大会）に昇格。瀬戸内海放送の地元・香川県さぬき市に本社を置くゴルフボールメーカー「キャスコ」や、ゴルフ用品メーカーのテーラーメイドゴルフ（1988年, 1990年 - 1993年）、パソコンソフトメーカーのノベル（1995年 - 1996年）・ジャストシステム（1997年 - 1998年）、ユナイテッド航空（1994年）、GEORGIA（1999年）などと協賛提携して開催してきた。
初期の優勝賞金は100万円と少額であったが、デビューしたばかりの中嶋常幸・倉本昌弘ら若手が出場。
1983年には地元・新居浜商高出身で志度CCがホームコースの37歳、十亀賢二が6アンダー66の単独トップに立って盛り上がる中、最終日に前代未聞とも言える珍事が立て続けに発生。十亀は最終日も好調で、終盤17番まで通算5アンダーの単独トップであったが、流石に硬くなったのか、最終ホールのパー5で2打目をボギーで通算4アンダーとなり、大差で追いかける安田春雄とのプレーオフで雌雄を決することになった。安田は前日イーブンパー72で21位、最終組から7組も前で4アンダー68のベストスコアをマークし、通算4アンダーでホールアウト。安田は上位に浮上していたが、最終組が終わるまで1時間半もあったため、帰路の飛行便を1便早めて帰宅を急いでしまい、最終組の十亀がホールアウトした時に、トップに並ぶ安田はすでに高松空港のロビーにいたのである。
プレーオフが決まって関係者は安田を探していた時、すでに安田は空港にいることが判明。その時に当時スポーツ紙記者であったゴルフジャーナリストの武藤一彦はプレスルームで「まずいことになった」と感じ、高松空港に事情を話し、ロビーの安田に呼び出しをかけ、できれば折り返しコースに電話を入れてくれるよう頼んだ。やがて、5分もしないうちに安田からプレスルームに電話が入った。プレーオフになった旨を伝えると驚愕し、息を呑んで「どうしよう」と何回も口走った。安田は「ホールアウトしたときは首位と4打差で、2位には2打差しかなかったが、5、6人がひしめき、俺の優勝なんか考えもしなかった。逆転なんて誰が見たってありっこなかった」と語り、流石に慌てて「俺、失格なの?」「それとも始末書?」「どうしたらいいの?」と矢継ぎ早に武藤に質問。
プレーオフの権利を放棄することは罰則の対象ではなかったが、その後は本部役員との話となった。結局優勝は十亀、2位に安田と決まり、プロゴルフ界ではこれ以来「優勝争いに関わる選手は、最終組がホールアウトするまでコースの外に出ない」という取り決めが常識となった。表彰式で十亀がコース上空に機影を発見し、手を合わせた。
予選落ちの石井裕士が、誤って後輩の石井秀夫のバッグを持ち帰ったことも最終日に判明。石井秀はプロ3勝目を睨み首位から5打差18位で最終日の朝を迎えており、逆転優勝も見据え、張り切ってバッグ置き場に向かったところ、代わりに契約しているブリヂストン社製の、鮮やかな銀色のバックにローマ字で縫い付けてある刺繍の選手名は『Hirosi Isii』であった。メーカーの広告塔である契約プロには、シーズン初めに名前入りのバッグがクラブと共に提供されるが、デザインは同じで、違うのはローマ字表記の名前だけであるほか、ファーストネームの頭文字は“HIROSI”と"HIDEO“でどちらも“H”と、さらに紛らわしかった。結局、被害者の石井秀は、地元・香川出身プロである鈴木規夫のミズノ社製のクラブを借り、パープレーの「72」で回ったが、追い上げならず18位に終わった。
1988年からは4日間・72ホールの開催となったが、同年は雨の為に3日間・54ホールに短縮。
1992年は全長7,154ヤード、パー72で競技が行われるはずであったが、最終日が雨によるコースコンディション悪化の為中止になり、3日間・54ホールに短縮された。
1993年は全長7,099ヤード、パー72で競技が行われた。
2000年からスポンサーにデサントが就任し、それまで開催した『デサントクラシック マンシングウェアカップ』と大会を統合して現在の大会となった。毎年、瀬戸内海放送のサービスエリアである岡山県・香川県のゴルフコースが舞台となっているが、2001年と2003年は兵庫県神戸市北区の六甲国際ゴルフ倶楽部で開催され、2004年以降は岡山県玉野市の東児が丘マリンヒルズゴルフクラブに舞台を移して開催されていた。
2007年大会では、当時高校1年のアマチュア選手である石川遼が、通算12アンダー（276ストローク）で優勝し、日本男子ゴルフツアーの最年少優勝記録を更新した。石川の15歳8ヶ月の優勝は、1977年の日本オープンでセベ・バレステロスが記録した日本男子ゴルフツアーの最年少優勝記録である20歳7ヶ月はおろか、日本女子ゴルフツアーで宮里藍がアマチュア時代の2003年に記録した最年少優勝記録である18歳101日を大きく更新する結果となった。
石川はアマチュアのために賞金を受け取れず、繰り下がって2位の宮本勝昌が優勝賞金2000万円を受け取ることになったが、宮本は「金額じゃない。やっぱり、勝つことが大事なんです」と悔しがった。
冠スポンサーのデサントが経営不振を理由に2008年大会をもってスポンサーから撤退し、新たなスポンサーを探していたが難航。2009年4月に発表されたJGTOの正式なツアー日程から漏れ、幕を下ろすことになった。
2008年実績、賞金総額1億円、優勝賞金2000万円。

## 歴代優勝者

### デサントクラシック　マンシングウエアカップ
| 開催年 | 優勝者名               | 開催地       | 開催ゴルフ場                 |
| ------ | ---------------------- | ------------ | ---------------------------- |
| 1992年 | 金子柱憲               | 兵庫県三木市 | センチュリー吉川ゴルフ倶楽部 |
| 1993年 | 西川哲                 | 兵庫県三木市 | センチュリー三木ゴルフ倶楽部 |
| 1994年 | ブライアン・ワッツ     | 兵庫県三木市 | センチュリー三木ゴルフ倶楽部 |
| 1995年 | 東聡                   | 兵庫県三木市 | センチュリー三木ゴルフ倶楽部 |
| 1996年 | 木村政信               | 茨城県稲敷市 | 江戸崎カントリー倶楽部       |
| 1997年 | ピーター・テラベイネン | 茨城県稲敷市 | 江戸崎カントリー倶楽部       |
| 1998年 | ディネッシュ・チャンド | 千葉県市原市 | 太平洋クラブ市原コース       |
| 1999年 | 河村雅之               | 千葉県市原市 | 太平洋クラブ市原コース       |

### 1999年までのKSBカップ
| KSB香川オープン                | KSB香川オープン    | KSB香川オープン | KSB香川オープン | KSB香川オープン                  |  |
| 開催年                         | 優勝者             | スコア          | 開催地          | 開催ゴルフ場                     |  |
| ------------------------------ | ------------------ | --------------- | --------------- | -------------------------------- |  |
| 1981年                         | 甲斐俊光           |                 | 香川県さぬき市  | 志度カントリークラブ             |  |
| 1982年                         | 内田繁             |                 | 香川県さぬき市  | 志度カントリークラブ             |  |
| KSB瀬戸内海オープン            |                    |                 |                 |                                  |  |
| 開催年                         | 優勝者名           | スコア          | 開催地          | 開催ゴルフ場                     |  |
| 1983年                         | 十亀賢二           |                 | 香川県さぬき市  | 志度カントリークラブ             |  |
| 1984年                         | 佐野修一           | -8              | 香川県さぬき市  | 志度カントリークラブ             |  |
| 1985年                         | 倉本昌弘           |                 | 香川県さぬき市  | 志度カントリークラブ             |  |
| 1986年                         | 中村稔             |                 | 香川県さぬき市  | 志度カントリークラブ             |  |
| 1987年                         | 高橋勝成           | -4              | 香川県さぬき市  | 志度カントリークラブ             |  |
| テーラーメイド瀬戸内海オープン |                    |                 |                 |                                  |  |
| 開催年                         | 優勝者名           | スコア          | 開催地          | 開催ゴルフ場                     |  |
| 1988年                         | ウェイン・スミス   | -3              | 香川県さぬき市  | 志度カントリークラブ             |  |
| 瀬戸内海オープン               |                    |                 |                 |                                  |  |
| 開催年                         | 優勝者名           | スコア          | 開催地          | 開催ゴルフ場                     |  |
| 1989年                         | 尾崎直道           | -6              | 香川県さぬき市  | 志度カントリークラブ             |  |
| テーラーメイド瀬戸内海オープン |                    |                 |                 |                                  |  |
| 開催年                         | 優勝者名           | スコア          | 開催地          | 開催ゴルフ場                     |  |
| 1990年                         | 倉本昌弘           | +7              | 岡山県赤磐市    | 山陽ゴルフ倶楽部・吉井コース     |  |
| テーラーメイドKSBオープン      |                    |                 |                 |                                  |  |
| 開催年                         | 優勝者名           | スコア          | 開催地          | 開催ゴルフ場                     |  |
| 1991年                         | 木村政信           | -15             | 香川県さぬき市  | 志度カントリークラブ             |  |
| 1992年                         | 奥田靖己           | -6              | 岡山県赤磐市    | 山陽ゴルフ倶楽部・吉井コース     |  |
| 1993年                         | 尾崎健夫           | -12             | 岡山県赤磐市    | 山陽ゴルフ倶楽部・吉井コース     |  |
| ユナイテッド航空KSBオープン    |                    |                 |                 |                                  |  |
| 開催年                         | 優勝者名           | スコア          | 開催地          | 開催ゴルフ場                     |  |
| 1994年                         | 高見和宏           | -7              | 岡山県総社市    | 鬼ノ城ゴルフ倶楽部               |  |
| ノベルKSBオープン              |                    |                 |                 |                                  |  |
| 開催年                         | 優勝者名           | スコア          | 開催地          | 開催ゴルフ場                     |  |
| 1995年                         | リック・ギブソン   | -17             | 岡山県総社市    | 鬼ノ城ゴルフ倶楽部               |  |
| 1996年                         | 鈴木亨             | -13             | 岡山県総社市    | 鬼ノ城ゴルフ倶楽部               |  |
| ジャストシステムKSBオープン    |                    |                 |                 |                                  |  |
| 開催年                         | 優勝者名           | スコア          | 開催地          | 開催ゴルフ場                     |  |
| 1997年                         | 深堀圭一郎         | -12             | 岡山県総社市    | 鬼ノ城ゴルフ倶楽部               |  |
| 1998年                         | カルロス・フランコ | -17             | 香川県高松市    | 鮎滝カントリークラブ             |  |
| GEORGIA KSBカップ              |                    |                 |                 |                                  |  |
| 開催年                         | 優勝者名           | スコア          | 開催地          | 開催ゴルフ場                     |  |
| 1999年                         | 金子柱憲           | -13             | 岡山県玉野市    | 東児が丘マリンヒルズゴルフクラブ |  |

### マンシングウェアオープン KSBカップ
| 開催年 | 優勝者名                 | スコア | 開催地           | 開催ゴルフ場                     |
| ------ | ------------------------ | ------ | ---------------- | -------------------------------- |
| 2000年 | 片山晋呉                 | -14    | 岡山県玉野市     | 東児が丘マリンヒルズゴルフクラブ |
| 2001年 | ディネッシュ・チャンド   | -17    | 兵庫県神戸市北区 | 六甲国際ゴルフ倶楽部             |
| 2002年 | 久保谷健一               | -11    | 香川県高松市     | 鮎滝カントリークラブ             |
| 2003年 | 宮瀬博文                 | -13    | 兵庫県神戸市北区 | 六甲国際ゴルフ倶楽部             |
| 2004年 | 三橋達也                 | -18    | 岡山県玉野市     | 東児が丘マリンヒルズゴルフクラブ |
| 2005年 | 藤田寛之                 | -18    | 岡山県玉野市     | 東児が丘マリンヒルズゴルフクラブ |
| 2006年 | 武藤俊憲                 | -14    | 岡山県玉野市     | 東児が丘マリンヒルズゴルフクラブ |
| 2007年 | 石川遼（当時アマチュア） | -12    | 岡山県玉野市     | 東児が丘マリンヒルズゴルフクラブ |
| 2008年 | 谷原秀人                 | -18    | 岡山県玉野市     | 東児が丘マリンヒルズゴルフクラブ |

## テレビ中継
- マンシングウェアカップに関しては、1992年の第1回大会はテレビ東京が担当し、1993年の第2回大会から1995年の第4回大会の3年間は読売テレビをキーステーションに日本テレビ系列で中継され[10]、1996年の第5回大会からは関東での開催という事もあり、テレビ朝日系列で中継された。
- KSBオープンに関しては、第1日目・第2日目は瀬戸内海放送のローカル番組として[11]、第3日目・最終日はテレビ朝日系列全国24局ネットで放送していたほか、CS放送のスカイ・A sports+でも午前中の競技を実況生中継していた。実況アナウンサーは、地上波は1990年代中頃までは当時瀬戸内海放送アナウンサーの前川俊文が担当し、前川が降板した後は主に森下桂吉などテレビ朝日からアナウンサーを派遣。2000年の大会統合後もこの方式を採用していたが、2003年大会からは瀬戸内海放送アナウンサーであった多賀公人が担当[12]していた。また、スカイ・A sports+では朝日放送のアナウンサーが実況していたが、テレビ朝日と朝日放送の制作協力であった。

## 大会名称の変化
- 1981年 - 1982年 KSB香川オープン
- 1983年 - 1987年 KSB瀬戸内海オープン
- 1988年 テーラーメイド瀬戸内海オープン
- 1989年 瀬戸内海オープン
- 1990年 テーラーメイド瀬戸内海オープン
- 1991年 - 1993年 テーラーメイドKSBオープンゴルフトーナメント
- 1994年 ユナイテッド航空KSBオープンゴルフトーナメント
- 1995年 - 1996年 ノベルKSBオープンゴルフトーナメント
- 1997年 - 1998年 ジャストシステムKSBオープンゴルフトーナメント
- 1999年 GEORGIA KSBカップ
- 2000年 - 2008年 マンシングウェアオープンKSBカップ

## アクセス
東児が丘マリンヒルズゴルフクラブに移った2004年から2008年までは、天満屋バスステーション・岡山駅、宇野線宇野駅、また会場から少し離れた位置にある臨時の無料駐車場から会場までの無料シャトルバスが運行されていた。